# Емерхо I фон Рандек
Емерхо I фон Рандек (lang|de|Emercho I. von Randeck; * пр. 1219; † сл. 1250) от швабския благороднически род фон Рандек, е господар на замък Рандек в Рейнланд-Пфалц.

## Произход и наследство
Той е най-малкият син на Хайнрих I фон Рандек († 1219/1224) и съпругата му Лутрада († сл. 1207). Брат е на Готфрид I фон Рандек († сл. 1260), Вилхелм фон Рандек († сл. 1227), Гоцо фон Рандек († сл. 1260) и на Беатрикс фон Рандек, омъжена за Герхард I Кемерер фон Вормс (* пр. 1220; † сл. 1248).
Фамилията фон Рандек измира по мъжка линия с Адам фон Рандек през 1537 г. Наследена е от роднините ѝ Льовенщайн наречени Рандек (измряла 1664) и фон Фльорсхайм, в която се е омъжила последната дъщеря наследничка.

## Фамилия
Емерхо I фон Рандек се жени за фон Лихтенщайн?. Те имат един син:
- Ембрико II фон Рандек († сл. 1270), има три сина:
  - Вилхелм фон Рандек († сл. 1311)
  - Емерхо III фон Рандек († сл. 1292)
  - Конрад фон Рандек († сл. 1332)